# Inimicus
Genre
Inimicus est un genre de poissons de la famille des Synanceiidae (comme les poissons-pierre, même s'il est parfois encore rangé chez les Scorpaenidae).

## Description et caractéristiques
Ce sont des poissons discrets qui vivent camouflées dans les substrats complexes, où ils chassent à l'affut. Ils sont capables de « marcher » sur le fond à l'aide de rayons de leurs nageoires pectorales modifiés en griffes articulées. Ils sont équipés d'aiguillons venimeux pour se protéger des prédateurs, et leur venin est extrêmement puissant. 
Toutes les espèces sont tropicales, et vivent essentiellement dans les écosystèmes coralliens de l'Indo-Pacifique (principale le Pacifique occidental). 

## Liste des espèces
Selon World Register of Marine Species (13 juin 2015) :
| Espèce                                  | Distribution                                                                                         |
| --------------------------------------- | --- |
| Inimicus brachyrhynchus (Bleeker, 1874) | Pacifique centre-ouest                                                                               |
| Inimicus caledonicus (Sauvage, 1878)    | Pacifique centre-ouest et Océan indien oriental (mer d'Andaman)                                      |
| Inimicus cuvieri (J. E. Gray, 1835)     | Mer de Chine méridionale                                                                             |
| Inimicus didactylus (Pallas, 1769)      | Pacifique centre-ouest et Océan indien oriental (mer d'Andaman)                                      |
| Inimicus filamentosus (G. Cuvier, 1829) | Océan Indien occidental, de la Mer Rouge aux Maldives en passant par Madagascar et la côte africaine |
| Inimicus gruzovi Mandritsa, 1991        | Pacifique centre-ouest                                                                               |
| Inimicus japonicus (G. Cuvier, 1829)    | Pacifique nord-ouest (Japon et Mer de Chine orientale)                                               |
| Inimicus joubini (Chevey, 1927)         | Pacifique nord-ouest (Japon et Vietnam)                                                              |
| Inimicus sinensis (Valenciennes, 1833)  | Mer de Chine                                                                                         |
| Inimicus smirnovi Mandritsa, 1990       | Pacifique centre-ouest                                                                               |

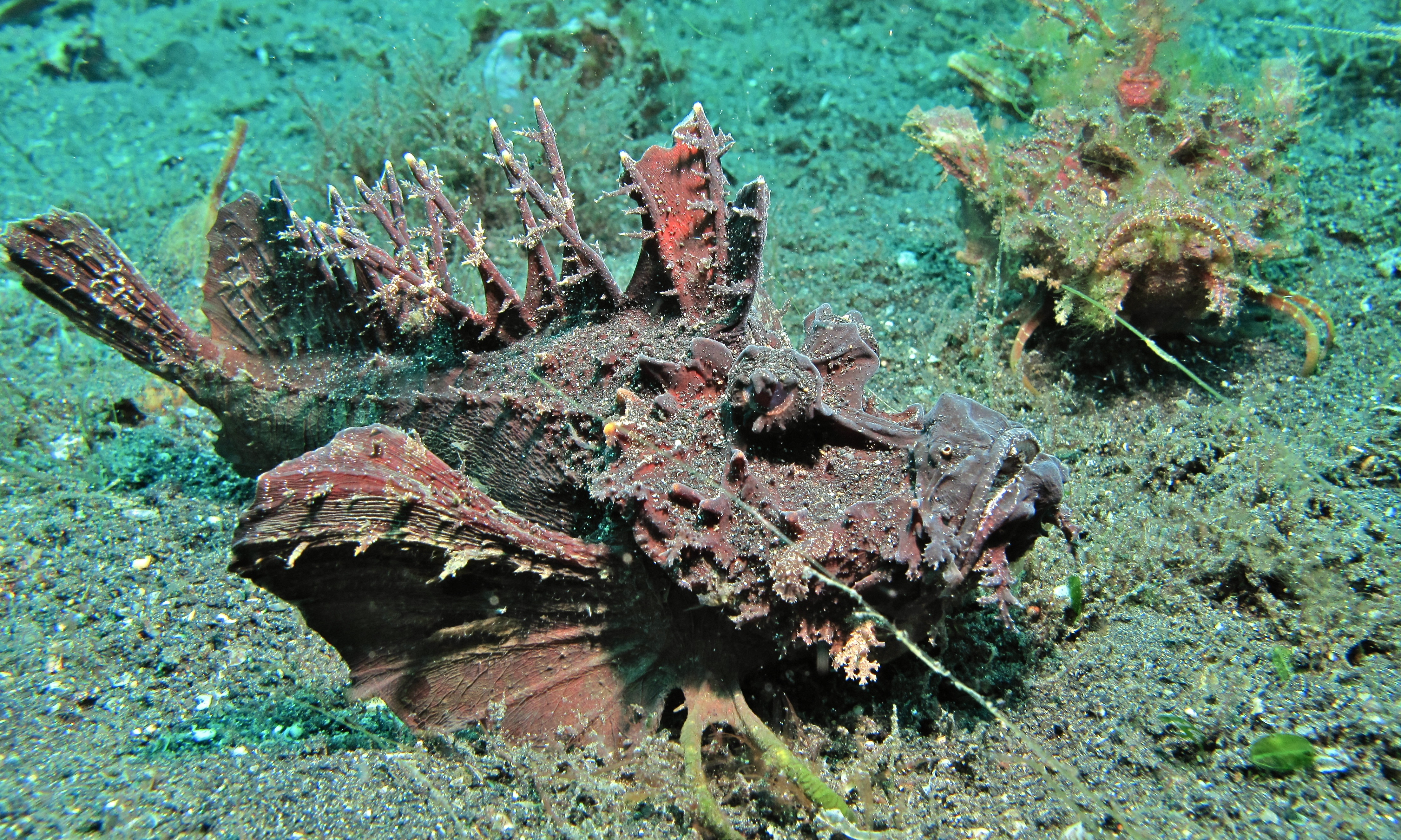
Inimicus didactylus
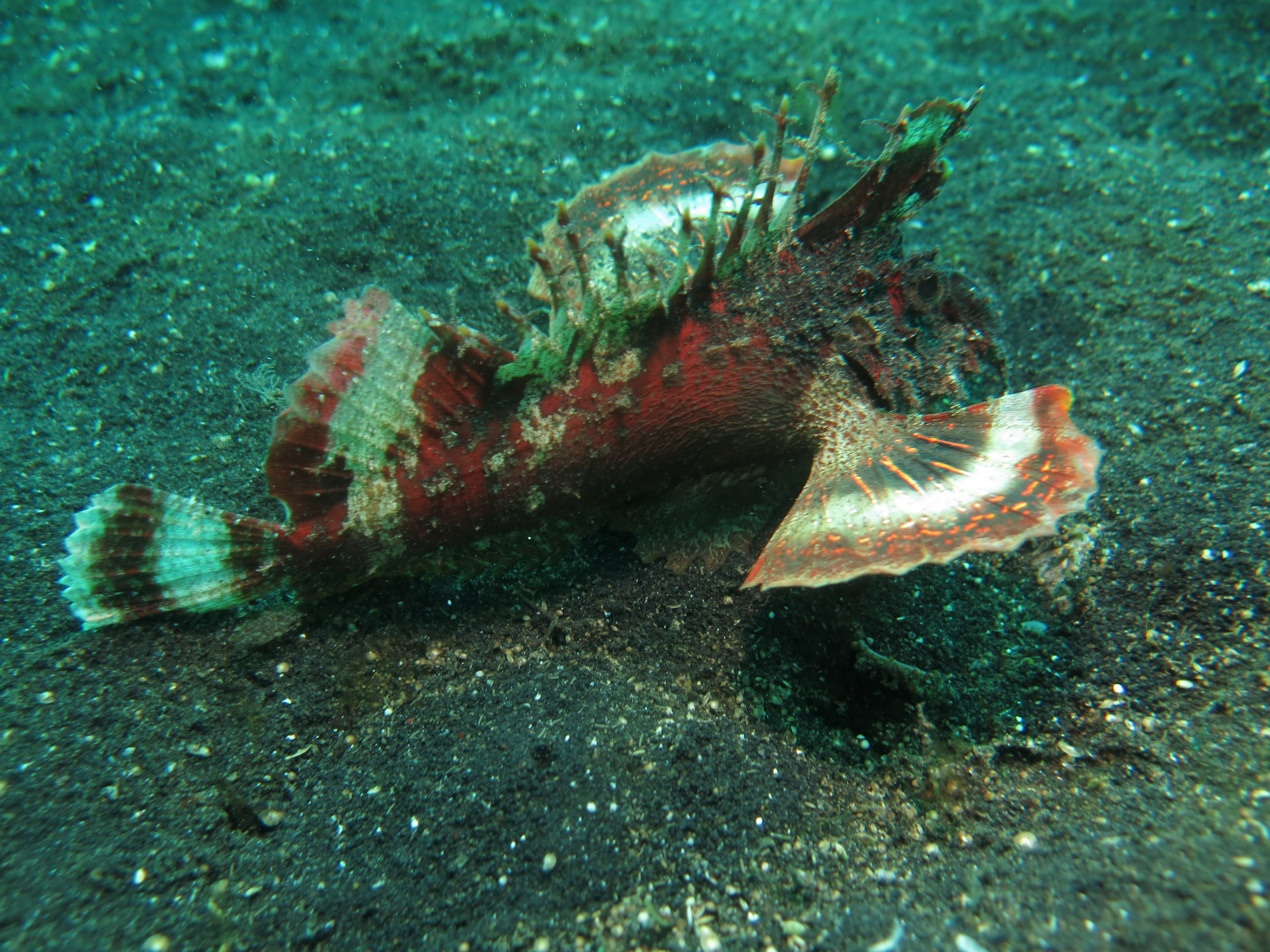
Inimicus filamentosus
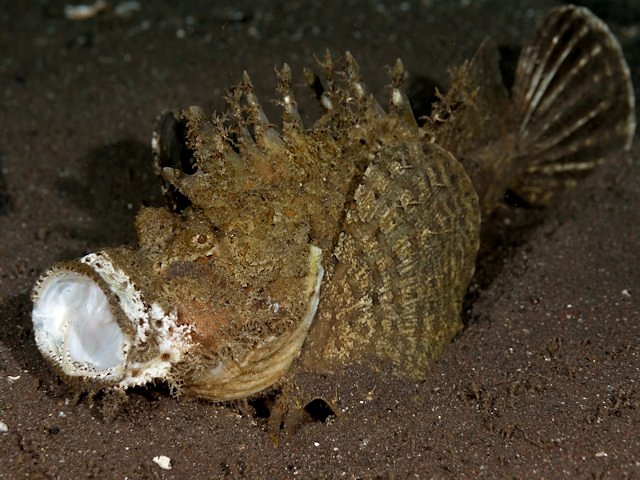
Inimicus japonicus
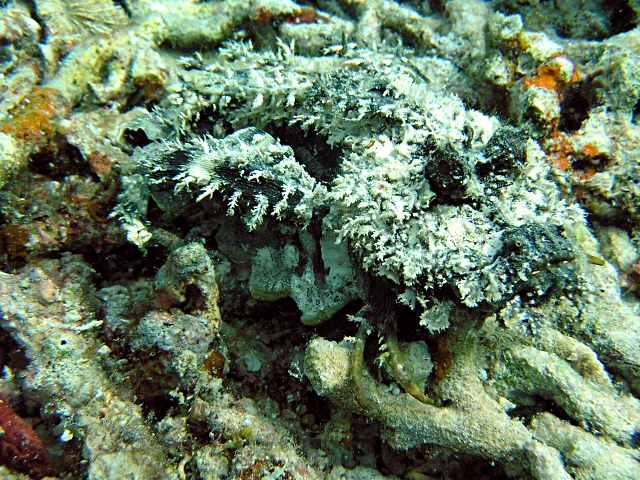
Inimicus sinensis